# Cranham (Gloucestershire)
Cranham é uma paróquia e aldeia do distrito de Stroud, no condado de Gloucestershire, na Inglaterra. De acordo com o Censo de 2011, tinha 451 habitantes. Tem uma área de 7,74 km².